# Diócesis de Livramento de Nossa Senhora
La diócesis de Livramento de Nossa Senhora (en latín: Dioecesis Liberationis Marianae y en portugués: Diocese de Livramento de Nossa Senhora) es una circunscripción eclesiástica de la Iglesia católica en Brasil. Se trata de una diócesis latina, sufragánea de la arquidiócesis de Vitória da Conquista. Desde el 1 de febrero de 2023 su obispo es Vicente de Paula Ferreira, de la Congregación del Santísimo Redentor.

## Territorio y organización
La diócesis tiene 23 836 km² y extiende su jurisdicción sobre los fieles católicos de rito latino residentes en 15 municipios del estado de Bahía: Livramento de Nossa Senhora, Abaíra, Barra da Estiva, Boninal, Contendas do Sincorá, Dom Basílio, Érico Cardoso, Ibicoara, Ibipitanga, Ibitiara, Iramaia, Ituaçu, Jussiape, Mucugê, Novo Horizonte, Paramirim, Piatã, Rio de Contas, Rio do Pires y Tanhaçu.
La sede de la diócesis se encuentra en la ciudad de Livramento de Nossa Senhora, en donde se halla la Catedral de Nuestra Señora de la Liberación.
En 2021 en la diócesis existían 21 parroquias. 

## Historia
La diócesis fue erigida el 27 de febrero de 1967 con la bula Qui divina liberalitate del papa Pablo VI, obteniendo el territorio de la diócesis de Caetité.
Originalmente sufragánea de la arquidiócesis de San Salvador de Bahía, el 16 de enero de 2002 pasó a formar parte de la provincia eclesiástica de la arquidiócesis de Vitória da Conquista.

## Estadísticas
Según el Anuario Pontificio 2022 la diócesis tenía a fines de 2021 un total de 256 689 fieles bautizados.
| Año                                                                             | Población            | Población | Población      | Sacerdotes | Sacerdotes    | Sacerdotes    | Bautizados por sacerdote | Diáconos permanentes | Religiosos | Religiosos | Parroquias |
| Año                                                                             | Bautizados católicos | Total     | % de católicos | Total      | Clero secular | Clero regular | Bautizados por sacerdote | Diáconos permanentes | Varones    | Mujeres    | Parroquias |
| ------------------------------------------------------------------------------- | -------------------- | --------- | -------------- | ---------- | ------------- | ------------- | ------------------------ | -------------------- | ---------- | ---------- | ---------- |
| 1970                                                                            | 230 000              | 230 000   | 100.0          | 12         | 5             | 7             | 19 166                   |                      | 12         | 6          | 19         |
| 1976                                                                            | 230 000              | 260 000   | 88.5           | 10         | 5             | 5             | 23 000                   |                      | 6          | 7          | 19         |
| 1980                                                                            | 249 000              | 281 000   | 88.6           | 11         | 4             | 7             | 22 636                   |                      | 10         | 8          | 19         |
| 1990                                                                            | 317 000              | 353 000   | 89.8           | 18         | 6             | 12            | 17 611                   |                      | 12         | 18         | 30         |
| 1999                                                                            | 231 000              | 290 000   | 79.7           | 14         | 7             | 7             | 16 500                   |                      | 7          | 11         | 19         |
| 2000                                                                            | 234 000              | 294 000   | 79.6           | 12         | 6             | 6             | 19 500                   |                      | 7          | 17         | 19         |
| 2001                                                                            | 228 600              | 282 000   | 81.1           | 13         | 8             | 5             | 17 584                   |                      | 6          | 11         | 19         |
| 2002                                                                            | 243 281              | 304 102   | 80.0           | 14         | 6             | 8             | 17 377                   |                      | 8          | 10         | 19         |
| 2003                                                                            | 243 281              | 304 102   | 80.0           | 14         | 9             | 5             | 17 377                   |                      | 5          | 7          | 19         |
| 2004                                                                            | 233 878              | 269 071   | 86.9           | 15         | 9             | 6             | 15 591                   |                      | 6          | 7          | 19         |
| 2013                                                                            | 282 000              | 340 000   | 82.9           | 23         | 15            | 8             | 12 260                   |                      | 8          | 17         | 21         |
| 2016                                                                            | 271 303              | 319 181   | 85.0           | 22         | 16            | 6             | 12 331                   |                      | 6          | 13         | 21         |
| 2019                                                                            | 265 226              | 306 202   | 86.6           | 22         | 15            | 7             | 12 055                   |                      | 7          | 12         | 21         |
| 2021                                                                            | 256 689              | 311 000   | 82.5           | 24         | 17            | 7             | 10 695                   |                      | 7          | 13         | 21         |
| Fuente: Catholic-Hierarchy, que a su vez toma los datos del Anuario Pontificio. |                      |           |                |            |               |               |                          |                      |            |            |            |

## Episcopologio
- Hélio Paschoal, C.S.S. † (29 de marzo de 1967-21 de enero de 2004 retirado)
- Armando Bucciol (21 de enero de 2004-1 de febrero de 2023 retirado)
- Vicente de Paula Ferreira, C.SS.R., desde el 1 de febrero de 2023